# Robert Sokal
Robert Reuven Sokal (Viena, 13 de enero de 1926-Stony Brook, New York, 9 de abril de 2012) fue un bioestadístico y antropólogo austríaco.
Distinguido como profesor emérito en la Universidad Estatal de Stony Brook, Nueva York, Sokal fue miembro de la Academia Nacional de Ciencias de los Estados Unidos, de la American Academy of Arts and Sciences y miembro honorario de la American Society of Naturalists.
Promovió el uso de las estadísticas aplicadas al campo de la biología y cofundó la escuela fenética de la biología sistemática, junto a P. H. A. Sneath.

## Obra

### Algunos artículos originales
- Sokal R.R., Michener C.D. 1958. "A Statistical Method for Evaluating Systematic Relationships". The University of Kansas Scientific Bulletin 38: 1409-1438
- Sokal R.R. 1988. "Genetic, geographic, and linguistic distances in Europe." Proceedings of the National Academy of Sciences USA 85:1722-1726
- Barbujani G., Sokal R.R. 1990. "Zones of sharp genetic change in Europe are also linguistic boundaries." Proceedings of the National Academy of Sci. USA 87:1816-1819
- Sokal RR, Oden NL, Wilson C. 1991. "Genetic evidence for the spread of agriculture in Europe by demic diffusion." Nature 351:143-145
- Chen J, Sokal RR, Ruhlen M. 1995. "Worldwide analysis of genetic and linguistic relationships of human populations." Human Biology 67:595-612
- Barbujani G, Sokal RR, Oden NL. 1995. "Indo-European origins: a computer-simulation test of five hypotheses." American Journal of Physical Anthropology 96:109-132
- Sokal R.R., Oden N.L., Rosenberg M.S., Thomson B.A. 2000. "Cancer incidences in Europe related to mortalities, and ethnohistoric, genetic, and geographic distances." Proceedings of the National Academy of Sciences USA 97:6067-6072

### Algunos libros
- Sneath P.H.E., Sokal R.R. 1963. Principles of Numerical Taxonomy. Freeman & Co. San Francisco
- Sokal R.R. and Rohlf F.J. 1987. Introduction to Biostatistics. Freeman & Co. San Francisco
- Sokal R.R. and Rohlf F.J. 1994. Biometry. 3.ª ed. Freeman & Co. San Francisco